# Bitwa pod Mons Graupius
Bitwa pod Mons Graupius – starcie zbrojne, które miało miejsce w roku 84 n.e. pod Mons Graupius.
Wojska rzymskie liczące łącznie ok. 22 000 ludzi (dwa legiony: IX Hispana i XX Valeria, 8000 posiłkujących Batawów i Tungrów oraz 5000 konnicy celtyckiej), dowodzone przez Agrykolę pokonały około 30-tysięczną armię Kaledończyków dowodzonych przez Kalgakusa.
W r. 84 n.e. rzymski namiestnik Gnejusz Juliusz Agrykola wysłał swoją flotę wspartą lekką piechotą wojowników brytyjskich do Kaledonii i pomaszerował na północ kraju w kierunku Szkocji. Pomimo że Rzymianie znacznie ustępowali liczebnie plemionom szkockim, niełatwo było im zmusić przeciwnika do otwartej bitwy. Kaledończycy byli ostatnim nieujarzmionym plemieniem, które długie lata unikało walk z Rzymianami. W końcu Rzymianom udało się zwabić przeciwnika poprzez atak na spichlerze zbożowe Kaledończyków. Ci nie mieli już wyboru i chcąc uniknąć głodu w zimie zdecydowali się stanąć zbrojnie naprzeciwko Rzymian.
Hordy Kaledończyków nie były równorzędnym przeciwnikiem dla zdyscyplinowanych legionów rzymskich. Szacuje się, że naprzeciwko 22 tysięcy Rzymian stanęło 30 tys. wojowników oraz towarzyszących im kobiet i dzieci. W centrum szyku stanęło 8 tys. wojowników sprzymierzonej z Rzymianami piechoty Batawów. Kawaleria rzymska rozlokowała się natomiast na wzgórzach. Legioniści jako rezerwa ukryli się za wałami własnego obozu. Armia kaledońska pod dowództwem Kalgakusa stała na pobliskim wzniesieniu, natomiast straż przednia Kaledończyków zeszła na równinę. Szyk pozostałych oddziałów przypominał podkowę.
Bitwę rozpoczął wzajemny ostrzał z włóczni i strzał. Następnie Agrykola nakazał piechocie sprzymierzeńców atak na przeciwnika. Kaledończycy zepchnięci w kierunku wzgórza próbowali kontratakować ze szczytu wzniesienia, dostali się jednak sami w kleszcze kawalerii rzymskiej z obu skrzydeł. Pokonani Kaledończycy zaczęli uciekać do pobliskiego lasu, ścigani przez dobrze zorganizowanych kawalerzystów. Legioniści nie brali udziału w bitwie, zajmując podczas bitwy stanowiska w obozie. Zwycięstwo Rzymian odniesiono głównie dzięki piechocie Batawów. W bitwie poległo około 10 tysięcy Kaledończyków oraz 367 wojowników po stronie rzymskiej. Dane o stratach Rzymian podane przez historyków rzymskich są z pewnością zaniżone; musiały być one zapewne większe.
Tym zwycięstwem Agrykola złamał siłę plemion kaledońskich na całe pokolenie. Krótko potem został on odwołany do Rzymu. Wkrótce okazało się, że okupowanie północnej Szkocji nie ma sensu, a Kaledończycy, gdy wrócili do pełni sił, stali się prawdziwym zagrożeniem dla Rzymian w północnej Brytanii.

## Bibliografia

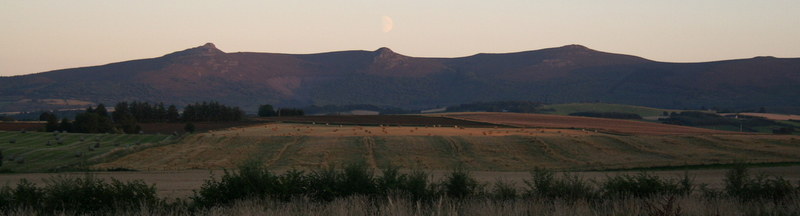
Rejon bitwy